# Frank Whaley
Frank Joseph Whaley (Syracuse (New York), 20 juli 1963) is een Amerikaans acteur, filmregisseur en scenarioschrijver.

## Biografie
Whaley werd geboren in Syracuse (New York) in een gezin van vier kinderen. Hij heeft zijn high school doorlopen aan de Anthony A Henninger High School in Syracuse en haalde in 1981 zijn diploma. Hierna ging hij studeren aan de Universiteit van Albany in Albany (New York). 
Whaley is in 2001 getrouwd en heeft hieruit twee kinderen.

## Filmografie

### Films
Selectie: 
- 2019 Hustlers - als Reese
- 2010 Janie Jones – als Chuck
- 2008 Drillbit Taylor – als bodyguard
- 2007 Vacancy – als Mason
- 2006 World Trade Center – als Chuck Sereika
- 2006 Where There's a Will – als Richie Greene
- 2003 School of Rock – als regisseur van Battle of the Bands
- 1998 When Trumpets Fade – als Chamberlain
- 1996 Broken Arrow – als Giles Prentice
- 1994 I.Q. – als Frank
- 1994 Pulp Fiction – als Brett
- 1993 Swing Kids – als Arvid
- 1992 Hoffa – als jongeman
- 1991 JFK – als Oswald bedreiger
- 1991 Career Opportunities - als Jim Dodge
- 1991 The Doors – als Robby Krieger
- 1989 Born on the Fourth of July – als Timmy
- 1989 Field of Dreams – als Archie Graham
- 1989 Unconquered – als Arnie

### Televisieseries
Uitgezonderd eenmalige gastoptredens.  
- 2022 Power Book II: Ghost - als rechter Lucas - 5 afl.
- 2020 Interrogation - als rechercheur James Connor - 6 afl.
- 2018 The Good Cop - als Joseph Privett - 2 afl.
- 2016 - 2018 Luke Cage - als rechercheur Rafael Scarfe - 7 afl.
- 2016 Madoff - als Harry Markopolos - 4 afl.
- 2015 Under the Dome - als dr. Marston - 3 afl.
- 2012 - 2013 Blue Bloods - als Gary Heller - 2 afl.
- 2013 Ray Donovan - als Van Miller - 7 afl.
- 2003 – 2004 The Dead Zone – als Christopher Wey – 7 afl.

### Filmregisseur/Scenarioschrijver
- 2014 Like Sunday, Like Rain - film
- 2007 New York City Serenade – film
- 2001 The Jimmy Show – film
- 1999 Joe the King – film

- Bibsys: 98078980
- Biblioteca Nacional de España: XX1260784
- Bibliothèque nationale de France: cb14238764s (data)
- Gemeinsame Normdatei: 137764650
- International Standard Name Identifier: 0000 0001 1876 2052
- Library of Congress Control Number: n92035256
- Nationale Bibliotheek van Israël: 987007450227205171
- Nationale Bibliotheek van Polen: a0000001686200
- Nederlandse Thesaurus van Auteursnamen: 215729811
- Système universitaire de documentation: 074013793
- Virtual International Authority File: 53342486
- WorldCat: E39PBJcc9yFRbRYHR4BtrtQTHC